# Dauphin (Alpes de Alta Provenza)
 Dauphin  es una población y comuna francesa, situada en la región de Provenza-Alpes-Costa Azul, departamento de Alpes de Alta Provenza, en el distrito de Forcalquier y cantón de Forcalquier.

## Demografía
| 280 | 357 | 328 | 469 | 684 | 796 |
| Para los censos de 1962 a 1999 la población legal corresponde a la población sin duplicidades (Fuente: INSEE [Consultar]) |     |     |     |     |     |